# Les aventures de Marco Polo
 Les aventures de Marco Polo  (títol original: The Adventures of Marco Polo) és una pel·lícula estatunidenca dirigida per Archie Mayo, estrenada el 1938. Ha estat doblada al català.

## Argument
Al segle xiii, té lloc l'històric i prodigiós viatge a Àsia del venedor Venecià Marco Polo. Del seu descobriment de productes que importarà a Itàlia (entre els quals les tallarines), la seva trobada amb l'emperador Khublai Khan i els seus amors amb la filla d'aquest, la princesa Kukachin, els seus enfrontaments després de la seva aliança amb els mongols, el seu combat amb Ahmed, el conseller murri de Kublai Khan a qui impedirà la usurpació del tron, fins a convertir-se l'home de confiança de l'emperador.

## Repartiment
- Gary Cooper: Marco Polo
- Sigrid Gurie: Princesa Kukachin
- Basil Rathbone: Ahmed
- George Barber: Kublai Khan
- Binnie Barnes: Nazama
- Ernest Truex: Binguccio
- Alan Hale: Kaidu
- H.B. Warner: Chen Tsu
- Robert Greig: Chamberlain
- Ferdinand Gottschalk: Ambaixador de Pèrsia
- Henry Kolker: Nicolo Polo
- Lotus Liu: Visakha
- Stanley Fields: Bayan
- Harold Huber: Toctai
- Lana Turner: una cambrera de Nazama

I, entre els actors que no surten als crèdits:
- Ward Bond: un guarda mongol
- Jason Robards Sr.: un missatger